# 김태희의 작품 목록

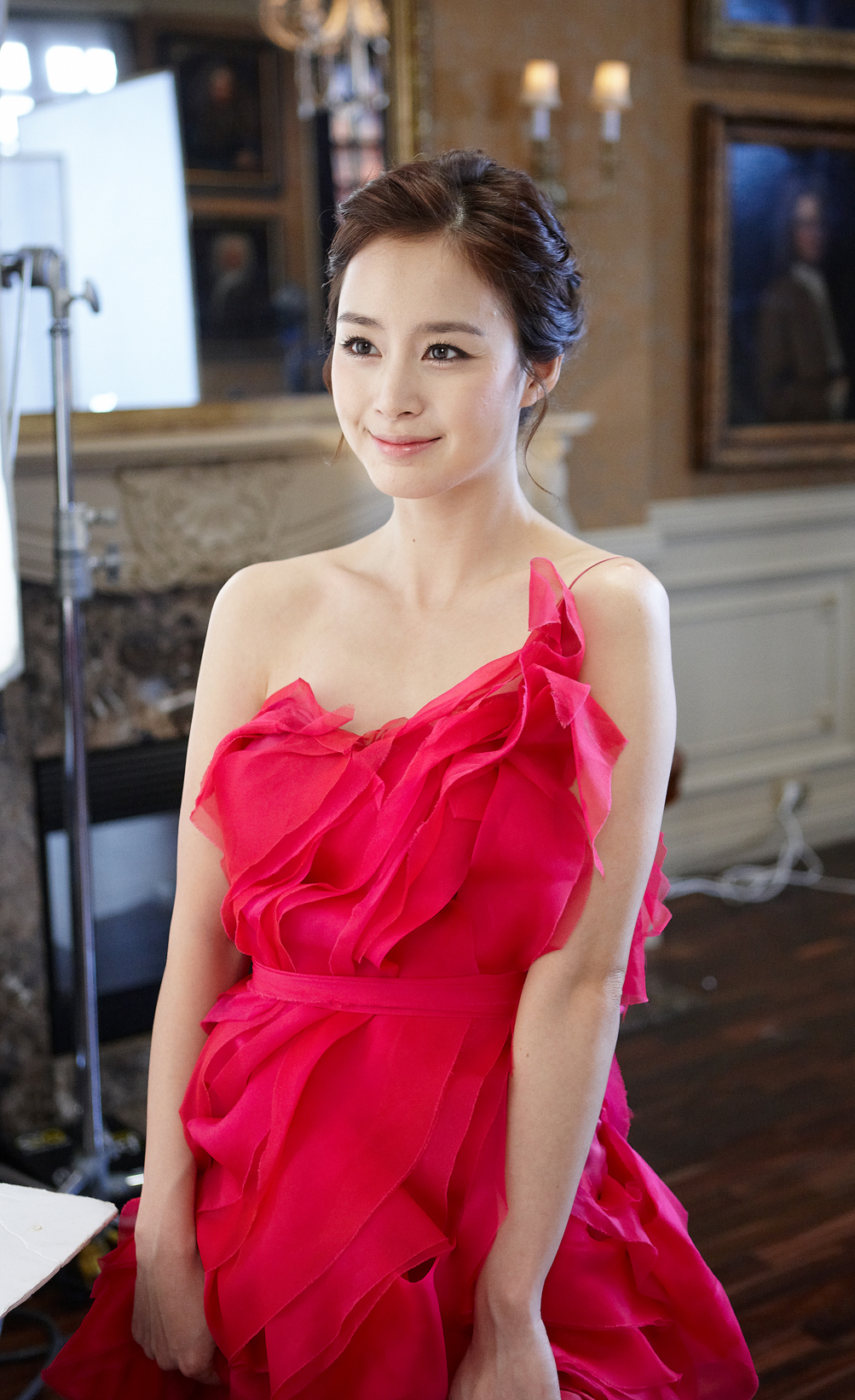
2011년 9월 12일 LG전자 광고 촬영장에서 김태희.

다음은 대한민국의 배우 김태희의 작품 목록이다.

## 필모그래피

### 드라마
- 2002년 SBS 청춘시트콤 《레츠고》 ... 태희 역
- 2003년 SBS 주말 미니시리즈 《스크린》 ... 김소현 역
- 2003년 SBS 저녁 일일연속극 《흥부네 박터졌네》 ... 박수진 역
- 2003년 SBS 드라마스페셜 《천국의 계단》 ... 한유리 역
- 2004년 KBS2 월화 미니시리즈 《구미호 외전》 ... 윤시연 역
- 2004년 SBS 월화 미니시리즈 《러브스토리 인 하버드》 ... 이수인 역
- 2009년 KBS2 수목 미니시리즈 《아이리스》 ... 최승희 역
- 2010년 SBS 월화 미니시리즈 《아테나: 전쟁의 여신》 ... 최승희 역 (1회 특별출연)
- 2011년 MBC 수목 미니시리즈 《마이 프린세스》 ... 이설 역
- 2011년 후지 TV 일요 미니시리즈 《나와 스타의 99일》 ... 한유나 역
- 2013년 SBS 월화 특별기획 드라마 《장옥정 사랑에 살다》 ... 희빈 장씨 역
- 2014년 중국 드라마 《서성 왕희지》 ... 씨루이 역
- 2015년 SBS 드라마스페셜 《용팔이》 ... 한여진 역
- 2020년 tvN 주말 미니시리즈 《하이바이, 마마!》 ... 차유리 역
- 2023년 ENA, 지니 TV 월화 미니시리즈 《마당이 있는 집》 ... 문주란 역
- 2023년 tvN 주말 미니시리즈 《웰컴투 삼달리》 ...  역 (특별 출연)
- 2026년 KBS2 주말드라마 《사랑을 처방해 드립니다》
- 2026년 SBS 천국의 계단 시즌2

### 영화
| 연도 | 제목              | 역할          | 비고                |
| ---- | ----------------- | ------------- | ------------------- |
| 2001 | 선물              | 중학생 박정연 | 이영애의 아역       |
| 2002 | 신도시인          | 지수          | 단편 영화           |
| 2006 | 중천              | 소화          |                     |
| 2007 | 싸움              | 윤진아        |                     |
| 2010 | 아이리스: 더 무비 | 최승희        | 《아이리스》 극장판 |
| 2010 | 그랑프리          | 서주희        |                     |

## 방송

### 텔레비전 프로그램
| 연도 | 방송사 | 제목                     | 역할        | 비고                                    |
| ---- | ------ | ------------------------ | ----------- | --------------------------------------- |
| 2006 | MBC    | 무한도전                 | 게스트 출연 | 크리스마스 특집 (2006.12.09 방송)       |
| 2006 | MBC    | 느낌표                   | 게스트 출연 | 산 넘고 물 건너 코너 (2006.12.23 방송)  |
| 2007 | KBS1   | 체험 삶의 현장           | 게스트 출연 | 동물 조련사 일일 체험 (2007.12.09 방송) |
| 2007 | KBS2   | 개그 콘서트              | 게스트 출연 | 까다로운 변선생 코너 (2007.12.09 방송)  |
| 2007 | KBS2   | 남희석 최은경의 여유만만 | 게스트 출연 | 김태희 특집 (2007.12.12 방송)           |
| 2008 | KBS1   | 수요기획                 | 내레이션    | 돌아갈수 없는 땅, 바그다드 편           |
| 2010 | KBS2   | 김승우의 승승장구        | 게스트 출연 | 김태희 편 (2010.09.07~09.14 방송)       |
| 2011 | MBC    | 다큐스페셜               | 본인        | 태희의 재발견 편                        |

## 뮤직 비디오
| 연도 | 가수   | 제목           | 비고 |
| ---- | ------ | -------------- | ---- |
| 2002 | god    | 〈편지〉       |      |
| 2003 | 더 준  | 〈다만〉       |      |
| 2004 | 박용하 | 〈가지마세요〉 |      |
| 2021 | 싸이퍼 | 《안꿀려》     |      |

## 음반
| 연도 | 음반명                                         |
| ---- | ---------------------------------------------- |
| 2010 | - 〈웃어요〉 with 양동근 (영화 '그랑프리' OST) |

## 광고
| 연도         | 기업명                | 제품명                                | 종류                | 국가                | 공동 출연                                                                                |
| ------------ | --------------------- | ------------------------------------- | ------------------- | ------------------- | ---------------------------------------------------------------------------------------- |
| 2000         | 유한킴벌리            | 화이트                                | 여성용품            | 한국                |                                                                                          |
| 2000~2001    | 한국주택은행          | 주택은행                              | 금융                | 한국                |                                                                                          |
| 2001         | 롯데제과              | 제크                                  | 스낵                | 한국                |                                                                                          |
| 2001         | 삼성전자              | 마이젯                                | 프린터기            | 한국                | 박경림, 주영훈                                                                           |
| 2001         | 한국코카콜라          | 네스티                                | 아이스티음료        | 한국                |                                                                                          |
| 2001~2002    | SK네트웍스            | 카스피 코너스                         | 캐주얼의류          | 한국                | 유지태                                                                                   |
| 2002         | 아모레퍼시픽          | 이니스프리                            | 화장품              | 한국                |                                                                                          |
| 2003         | 크라운제과            | 쵸코하임 화이트하임                   | 스낵                | 한국                |                                                                                          |
| 2003         | 동서식품              | 캔 맥스웰하우스                       | 캔커피              | 한국                | 조승우                                                                                   |
| 2003         | KT                    | KT 스마트 카드 원츠                   | 모바일 스마트카드   | 한국                |                                                                                          |
| 2003~2004    | 한국화장품            | 칼리                                  | 화장품              | 한국                |                                                                                          |
| 2004         | 해태음료              | 빈스에비뉴                            | 컵커피              | 한국                |                                                                                          |
| 2004         | (주)파크랜드          | 크렌시아                              | 캐주얼의류          | 한국                | 이완                                                                                     |
| 2004         | 삼성물산패션부문      | 라피도                                | 스포츠의류          | 한국                |                                                                                          |
| 2004         | 하이트진로            | 참이슬                                | 주류                | 한국                |                                                                                          |
| 2004~2005    | 위니아전자            | 클라쎄 종합가전                       | 기업광고            | 한국                | 데니스 오                                                                                |
| 2004~2005    | 위니아전자            | 클라쎄 김치냉장고                     | 김치냉장고          | 한국                | 데니스 오                                                                                |
| 2004~2005    | NK남광토건            | 마이루트                              | 아파트              | 한국                | 김향기(2004)                                                                             |
| 2004~2005    | NK남광토건            | 남광 하우스토리                       | 아파트              | 한국                | 김향기(2004)                                                                             |
| 2004~2009    | LG전자                | 싸이언                                | 휴대폰              | 한국, 아시아 전지역 | 원빈(2004~2005), 다니엘 헤니, 현빈(2005~2006), 강동원(2006~2007), 이완(2006), 빅뱅(2008) |
| 2004~2006    | LG생활건강            | 오휘                                  | 화장품              | 한국                |                                                                                          |
| 2004~2006    | 위니아전자            | 클라쎄 드럼세탁기                     | 세탁기              | 한국                |                                                                                          |
| 2004~2006    | 위니아전자            | 클라쎄 비타민 에어컨                  | 에어컨              | 한국                |                                                                                          |
| 2005         | (주)아이리버          | 아이리버 딕플                         | mp3전자사전         | 한국                |                                                                                          |
| 2005         | (주)아이리버          | 아이리버 U10                          | mp3                 | 한국                |                                                                                          |
| 2005~2006    | (주)에쓰오일          | 에쓰오일                              | 정유사              | 한국                | 박찬욱, 차승원(2006)                                                                     |
| 2006         | 일본코카콜라          | 소켄비차                              | 음료                | 일본                |                                                                                          |
| 2007~2011    | 아모레퍼시픽          | 헤라                                  | 화장품              | 한국                |                                                                                          |
| 2007         | 한국GM                | 마티즈                                | 자동차              | 한국                |                                                                                          |
| 2007~2008    | (주)비씨카드          | 비씨카드                              | 신용카드            | 한국                | 윤미라(2007), 김강우(2008)                                                               |
| 2007~2008    | 한국올림푸스          | 올림푸스 뮤                           | 카메라              | 한국                |                                                                                          |
| 2007~2009    | 광동제약              | 광동옥수수수염차                      | 음료                | 한국                |                                                                                          |
| 2008~2010    | 대우건설              | 푸르지오                              | 아파트              | 한국                |                                                                                          |
| 2008~2009    | (주)파리크라상        | 파리바게트                            | 베이커리 프랜차이즈 | 한국                | 이완(2008), 지현우, 2PM(2009)                                                            |
| 2009         | 하나금융그룹          | 하나금융그룹                          | 기업광고            | 한국                |                                                                                          |
| 2010         | 하나금융그룹          | 하나은행                              | 금융                | 한국                | 고수                                                                                     |
| 2010         | LG전자재팬            | 도코모 스타일시리즈 L-01B 아이리스 편 | 휴대폰              | 일본                | 이병헌                                                                                   |
| 2011~2013    | LG전자                | LG디오스                              | 냉장고              | 한국                | 정우성(2011)                                                                             |
| 2011~2013    | LG전자                | LG디오스 김치톡톡                     | 김치냉장고          | 한국                | 정우성(2011)                                                                             |
| 2011         | LG전자                | LG전자 : 김태희의 3D 편               | 종합가전            | 한국                |                                                                                          |
| 2011~2018    | 남양유업              | 프렌치카페 카페믹스                   | 커피믹스            | 한국                | 강동원(2011), 이보영, 이상윤, 박해진(2013), 이적, 존박, 곽진언(2015), 김래원(2016)       |
| 2011~2012    | (주)쿠팡              | 쿠팡                                  | e커머스 마켓        | 한국                | 정지훈                                                                                   |
| 2011~2015    | LG생활건강            | 오휘                                  | 화장품              | 한국                |                                                                                          |
| 2012         | 한국도요타            | NEW 캠리                              | 자동차              | 한국                |                                                                                          |
| 2012         | (주)블랙스미스        | 블랙스미스                            | 레스토랑 프랜차이즈 | 한국                | 송승헌, 박유천                                                                           |
| 2012         | 로토제약              | 유키고코치                            | 화장품              | 일본                |                                                                                          |
| 2012~2015    | LG생활건강            | 엘라스틴 샴푸                         | 헤어케어            | 한국                |                                                                                          |
| 2012~2013    | 신원                  | 이사베이 드 파리                      | 여성의류            | 한국                |                                                                                          |
| 2012~2013    | 한화그룹              | 한화                                  | 기업광고            | 한국                |                                                                                          |
| 2012~2013    | 한화그룹              | 한화생명                              | 생명보험사          | 한국                |                                                                                          |
| 2013         | 한화그룹              | 한화투자증권                          | 증권사              | 한국                |                                                                                          |
| 2013         | 남양유업              | 프렌치카페 카페믹스 누보              | 커피믹스            | 한국                | 이정재                                                                                   |
| 2013~2014    | 한국케이블TV 방송협회 | 스마트 케이블 UHD 방송                | 케이블방송업체      | 한국                |                                                                                          |
| 2013~2015    | PNS홈즈               | PNS더존샤시                           | 창호전문업체        | 한국                |                                                                                          |
| 2013~2017    | (주)알레르망          | 알레르망                              | 침구전문브랜드      | 한국                |                                                                                          |
| 2015~2019    | (주)셀트리온 스킨큐어 | 셀큐어                                | 화장품              | 한국                | 장동건, 이범수(2016)                                                                     |
| 2020~ (현재) | (주)지피클럽          | JM솔루션                              | 화장품              |                     |                                                                                          |
| 2020~ (현재) | 세정                  | 올리비아 로렌                         | 여성의류            |                     |                                                                                          |
| 2020 ~ 현재  | (주)빙그레            | 끌레도르                              | 아이스크림          |                     |                                                                                          |
| 2020 ~ 현재  | (주)리만코리아        | 보타랩                                | 샴푸                |                     |                                                                                          |
| 2020 ~ 현재  | (주)유한건강          | 뉴오리진 a2 플래티넘                  | 분유                |                     |                                                                                          |

## 홍보대사
| 연도 | 홍보대사명                 |
| ---- | -------------------------- |
| 2005 | 제 2대 명예검사            |
| 2005 | 스위스 관광청 친선문화대사 |
| 2007 | 아시아 광고대회 홍보대사   |
| 2009 | 국가정보원 명예요원        |

## 같이 보기
- 김태희의 수상 및 후보 목록